# Seznam jezer v Albánii
Albánská jezera (albánsky jezero – liqeni). V Albánii se nachází více než 150 jezer. Mají různý původ – krasový, tektonický, ledovcový, lagunový nebo říční. Tabulka jezer bez albánských přehrad je seřazena podle rozlohy.
| jezero                                         | rozloha [km²] | délka (m) | šířka (m) | hloubka [m] | obvod (m) | objem (m³) | nadm. výška [m] | typ                  | řeka (povodí/úmoří)                       | obec                   | kraj    | souřadnice                       |
| ---------------------------------------------- | ------------- | --------- | --------- | ----------- | --------- | ---------- | --------------- | -------------------- | ----------------------------------------- | ---------------------- | ------- | -------------------------------- |
| Liqeni i Shkodrës Skadarské jezero             | 148           | 21 200    | 20 900    | 44          | —         | —          | 6,0             | krasové              | Buna (Jaderské moře)                      | Malësi e Madhe, Skadar | Skadar  | 42°8′51″ s. š., 19°24′29″ v. d.  |
| Liqeni i Ohrit Ohridské jezero                 | 111           | 21 300    | 7 100     | 285         | —         | —          | 695,0           | tektonické           | Černý Drin (Jaderské moře)                | Pogradec               | Korçë   | 40°58′11″ s. š., 20°40′48″ v. d. |
| Liqeni i Prespës Prespanské jezero             | 51,5          | 9 840     | 6 717     | 54          | —         | —          | 853,0           | tektonické / krasové | podzemní (Ohridské jezero)                | Pustec                 | Korçë   | 40°49′47″ s. š., 20°57′34″ v. d. |
| Laguna e Karavastasë Karavastská laguna        | 43,3          | 10 600    | 4 300     | 1,5         | —         | —          | 0,0             | laguna               | tři průtoky (Jaderské moře)               | Divjakë                | Fier    | 40°55′27″ s. š., 19°29′24″ v. d. |
| Laguna e Nartës Narteská laguna                | 26,7          | —         | —         | 0,9         | —         | —          | 0,0             | laguna               | průtok (Jaderské moře)                    | Vlora                  | Vlora   | 40°32′39″ s. š., 19°25′35″ v. d. |
| Liqeni i Butrintit Butrintské jezero           | 16,0          | 7 100     | 3 300     | 21,0        | —         | —          | 0,0             | tektonické / laguna  | průtok Vivari (Jónské moře)               | Finiq, Konispol, Vlora | Vlora   | 39°47′6″ s. š., 20°1′56″ v. d.   |
| Liqeni i Prespa e Vogël Malé Prespanské jezero | 3,9           | 4 700     | 1 700     | —           | —         | —          | 856,0           | tektonické           | dva průtoky (Prespanské jezero / Devolli) | Devoll                 | Korçë   | 40°41′17″ s. š., 21°1′12″ v. d.  |
| Liqeni i Belshit Belšské jezero                | 0,268         | 895       | 474       | —           | —         | —          | 153,0           | krasové              | podzemní (Devolli)                        | Belsh                  | Elbasan | 40°58′44″ s. š., 19°53′33″ v. d. |
| Liqeni i Madh Velké Lurské jezero              | 0,093         | 420       | 405       | —           | —         | —          | 1 708,0         | ledovcové            | (Černý Drin)                              | Dibrë                  | Dibrë   | 41°47′24″ s. š., 20°11′36″ v. d. |